# Ximo Navarro
Joaquín 'Ximo' Navarro Jiménez (ur. 23 stycznia 1990 w Guadahortunie) – hiszpański piłkarz występujący na pozycji obrońcy w Deportivo Alavés.